# Victoria United FC
El Victoria United FC es un equipo de fútbol de Camerún que juega en la Primera División de Camerún, la primera categoría nacional.

## Historia
Fue fundado en el año 2002 en la ciudad de Limbé, Camerún como equipo de la primera División de Camerún en esa temporada. Dos años después el club desciende de categoría, y pasarían 19 años para que el club regresara a la primera categoría como campeón de segunda división.
En la temporada 2023/24 el club es campeón nacional y con ello logra la clasificación para la Liga de Campeones de la CAF 2024-25 donde es eliminado en la primera ronda por el Samartex de Ghana.

## Palmarés
- Primera División de Camerún: 1

2023/24
- Segunda División de Camerún: 1

2022/23
- Campeonato Regional Suroeste: 1

2020/21

## Participación en competiciones de la CAF
| Temporada | Torneo                      | Ronda         | Club     | Casa | Visita | Global |
| --------- | --------------------------- | ------------- | -------- | ---- | ------ | ------ |
| 2024/25   | Liga de Campeones de la CAF | Primera ronda | Samartex | 0-1  | 0-1    | 0-2    |